# Ding Meiyuan
Ding Meiyuan (丁美媛S; Dalian, 27 febbraio 1979) è un'ex sollevatrice cinese campionessa olimpica, mondiale e asiatica, che ha gareggiato nella categoria dei pesi supermassimi (oltre 75 kg.).

## Carriera
Ding Meiyuan cominciò a sollevare pesi all'età di 12 anni e all'età di 18 anni diventò campionessa mondiale juniores.
Nel 1998 esordì tra i seniores vincendo la medaglia d'oro ai Giochi Asiatici di Bangkok con 270 kg. nel totale.
L'anno seguente vinse la medaglia d'oro ai Campionati mondiali di Atene con il record mondiale di 285 kg. nel totale, dopo aver stabilito nella stessa gara anche il record mondiale nella prova di slancio, precedendo la polacca Agata Wróbel (280 kg.) e la nigeriana Balkisu Musa (252,5 kg.).
Nel 2000, nel mese di maggio, vinse la medaglia d'oro ai Campionati asiatici di Osaka con 285 kg. nel totale e qualche mese dopo prese parte alle Olimpiadi di Sydney 2000, edizione dei Giochi in cui il sollevamento pesi femminile faceva il suo debutto olimpico, diventando la prima campionessa olimpica della storia nella sua categoria, sollevando 300 kg. nel totale, davanti a Agata Wróbel (295 kg.) e alla statunitense Cheryl Haworth (270 kg.).
Successivamente Ding Meiyuan ebbe scarse apparizioni in campo internazionale, riuscendo comunque a vincere un altro titolo mondiale a Vancouver 2003 con 300 kg. nel totale, battendo in questa occasione la russa Al'bina Chomič (290 kg.) e l'ucraina Ol'ha Korobka (277,5 kg.). Nel corso di questa gara Ding Meiyuan stabilì il record mondiale nella prova di strappo.
Si ritirò dalle competizioni nel 2006, dedicandosi all'attività di allenatrice di sollevamento pesi.